# Pope-Vannoy Landing
Pope-Vannoy Landing é uma Região censo-designada localizada no estado americano de Alasca, no Distrito de Lake and Peninsula.

## Demografia
Segundo o censo americano de 2000, a sua população era de 8 habitantes.

## Geografia
De acordo com o United States Census Bureau, a localidade tem uma área de 148,3 km², dos quais 126,5 km² cobertos por terra e 21,8 km² cobertos por água.

## Localidades na vizinhança
O diagrama seguinte representa as localidades num raio de 56 km ao redor de Pope-Vannoy Landing.